# 1981년
1981년은 목요일로 시작하는 평년이다.

## 사건
- 2월 25일 - 제12대 대통령 선거가 간접선거로 실시되었다.
- 3월 3일 - 전두환 대통령이 대한민국 제12대 대통령에 취임하였다.
- 3월 30일 - 로널드 레이건 당시 미국 대통령이 워싱턴 D.C.의 힐튼 호텔 앞에서 존 힝클리 주니어가 쏜 총탄에 피격당하다.
- 5월 14일 - 경부선 경산 열차 추돌사고로 56명이 사망하고 244명이 부상하다.
- 6월 18일 - 폴리사리오 피랍 한국인 선원 48명 석방.
- 7월 17일 - 하얏트 리젠시 호텔 고가 통로 붕괴 사고 발생.
- 8월 1일 - 대한민국, 해외여행 자유화 및 새여권법 발효.
- 8월 21일 - 대한민국 정부, 제5차 경제개발 5개년 계획 발표.
- 8월 30일 - 이란 총리 관저서 폭발사고로 라자이 대통령과 바호날 수상 사망.
- 9월 2일 - 미국, 중성자탄 생산 시작.
- 9월 5일 - 폴란드, 동유럽 사회주의 나라에서는 처음으로 자유노조대회 개최.
- 9월 6일 - 대한민국 경상남도 통영 근해서 제1영산호가 화물선과 충돌로 침몰. 선원 18명 실종.
- 9월 15일 - 바누아투, 유엔 가입.
- 9월 18일 - 프랑스, 사형제도 폐지.
- 9월 19일 - 대한민국 문화재관리국, 신안 해저 유물 2천500여점 인양 발표.
- 9월 25일 - 벨리즈, 유엔 가입.
- 10월 6일 - 안와르 사다트 이집트 대통령, 4차 중동전쟁 8주년 기념식장서 회교 극단주의 군인들에게 피살.
- 10월 21일 - 벨리즈 독립
- 11월 1일 - 앤티가 바부다 독립
- 11월 6일 - 대한민국 안기부, 학원침투 교포간첩단 검거 발표.
- 11월 11일 - 앤티가 바부다, 유엔 가입.
- 그리스, 유럽 연합에 가입.

## 문화
- 1월 20일 - 한국방송광고공사(KOBACO) 창립.
- 2월 2일 - KBS 3TV, KBS 교육라디오 개국.
- 2월 7일 - 태양전대 선벌컨 방송 시작
- 2월 10일 - KBS 가요톱10 방송 시작.
- 3월 6일 - KBS 1TV, KBS 2TV와 KBS 제1라디오, KBS 제1FM은 광고방송(상업광고방송) 송출 준비를 하다.[1]
- 3월 7일 - KBS 1TV, KBS 2TV 광고방송(상업광고방송) 개시 및 KBS 제1라디오, KBS 제1FM까지 포함을 해서 광고방송(상업광고방송) 송출.[2]
- 4월 12일 - 최초의 우주 왕복선 컬럼비아 우주왕복선이 발사됨.
- 5월 12일 - 선경이 최초의 비디오 테이프 개발 성공 및 출시.
- 5월 25일
  - KBS 1TV, KBS 2TV(구 TBC TV), MBC TV 등 1973년 석유 파동 발생 8년 5개월만에 아침방송 재개.
  - MBC TV 뽀뽀뽀 첫 방영.
- 5월 28일 - 대한민국, 국풍 81 행사를 개최하다.(~ 6월 1일)
- 7월 1일
  - 미국 뉴욕의 제 3 세계 무역 센터가 완공되어 개장하였다.
  - 경상북도 대구시와 달성군 월배읍, 성서읍, 공산면 및 칠곡군의 칠곡읍, 경산군의 안심읍, 고산면 일원을 관할로 대구직할시로 승격되었고, 경기도 인천시일원을 인천직할시로 승격되어 각각 경상북도, 경기도에서 분리되었다.
- 7월 29일 - 다이애나 스펜서가 찰스 왕세자와 결혼하여 왕세자비가 되다.
- 8월 1일 - 미국의 MTV 개국.
- 8월 12일 - IBM이 미국에서 인텔 8088 4.77Mhz CPU가 탑재된 5150 IBM PC를 1,565달러에 출시하다.
- 8월 19일 - 대한민국, 한계령 도로 확장 포장공사 완공.
- 9월 1일 - 서울특별시 지하철공사가 설립되었다.
- 9월 6일 - KBS 제2라디오의 채널은 KBS 2TV와 광고 계약을 했다.[3]
- 9월 7일 - KBS 제2라디오도 KBS 2TV와 이어지고 광고방송(상업광고방송)을 개시했고, 2라디오의 채널은 평일에 4블록(20분~25분)과 5블록(25분~30분)을 정하다.[4]
- 9월 27일 - 프랑스 고속열차 TGV 첫 운행(파리 ~ 리옹).
- 9월 30일 - 독일 바덴바덴에서 열린 국제올림픽위원회(IOC) 84차 총회에서 제24회 하계올림픽 개최지를 서울특별시로 선정되었다.
- 10월 1일 - 한국방송광고공사의 방송광고향상자문위원회가 설립되었다.
- 10월 14일 - 일본의 우루세이 야츠라 애니메이션 시리즈 방영.
- 10월 16일 - 대한민국, 88올림픽고속도로(대구광역시 ~ 광주광역시 175km) 기공.
- 11월 24일 - 대한민국에서 1982학년도 학력고사 실시
- 12월 5일
  - 대한민국의 방송 공익광고 시작.
  - 방송광고향상협의회 추진 되다.
- 12월 11일 - KBO 리그 창설. (최초 회원사 : MBC (서울), 롯데 (부산), 삼성 (대구), 삼미 (인천), 해태 (광주), OB (대전)).
- 12월 29일 - 싱가포르 창이 공항 개항.

## 탄생

### 1월
- 1월 1일
  - 대한민국의 배우 이은미.
  - 대한민국의 가수 정구영.
  - 미국의 프로그래머 노아 글래스.
- 1월 2일
  - 아르헨티나의 축구 선수 막시 로드리게스.
  - 중화인민공화국의 양궁 선수 장쥐안쥐안.
  - 미국의 프로 야구 선수 라이언 가코.
- 1월 5일
  - 대한민국의 아나운서 한상헌.
  - 아제르바이잔의 권투 선수 뷔가르 앨래크배로프.
  - 캐나다의 전자 음악가 데드마우스.
- 1월 6일
  - 대한민국의 배우 윤주만.
  - 일본의 배우 키쿠치 린코.
  - 대한민국의 배우 안재현.
- 1월 8일 - 오스트레일리아의 배우 카산드라 매그래스.
- 1월 9일 - 대한민국의 배우 이태훈.
- 1월 10일
  - 미국의 가수 브라이언 (플라이 투 더 스카이).
  - 대한민국의 뮤지션 하세빈.
- 1월 11일
  - 대한민국의 기업인 유지곤.
  - 대한민국의 배우 서우진.
  - 대한민국의 가야금 연주자 이슬기.
- 1월 12일 - 대한민국의 야구 선수 김성배.
- 1월 13일
  - 대한민국의 가수 성진환 (스윗 소로우).
  - 대한민국의 배우 정문성.
  - 대한민국의 배드민턴 선수 이효정.
  - 웨일스의 프로 레슬링 선수 메이슨 라이언.
  - 미국의 프로레슬링 선수, 배우 섀드 개스퍼드. (~2020년)
- 1월 14일
  - 대한민국의 래퍼 개코 (CB 매스, 다이나믹 듀오).
  - 대한민국의 배우 정우.
  - 대한민국의 배우 박윤재.
  - 대한민국의 수영 선수 한규철.
- 1월 15일
  - 세네갈의 축구 선수 엘 하지 디우프.
  - 대한민국의 가수 최예나.
  - 미국의 랩 가수 핏불.
  - 부르키나파소의 육상 선수 위그 파브리스 장고.
- 1월 16일
  - 안도라의 가수 마르타 루르.
  - 일본의 성우 다카하시 겐지.
  - 일본의 스피드스케이팅 선수 오이카와 유야.
- 1월 17일
  - 대한민국의 가수 레이.
  - 미국의 싱어송라이터, 배우 레이 J.
- 1월 18일 - 대한민국의 배우 강동원.
- 1월 19일 - 일본의 기타리스트 후지오카 미키오.
- 1월 20일
  - 영국의 축구 선수 오언 하그리브스.
  - 캐나다의 배우 대니얼 커드모어.
- 1월 21일
  - 대한민국의 래퍼 앤디 (신화).
  - 대한민국의 가수, 배우 정려원 (샤크라).
  - 캐나다의 아이스하키 선수 대니 히틀리.
- 1월 22일
  - 대한민국의 가수, 작곡가 무중력 소년.
  - 타이완의 정치인 쑹궈딩.
- 1월 24일
  - 대한민국의 뮤지컬 배우 김동현.
  - 대한민국의 전 야구 선수 권동식.
- 1월 25일
  - 미국의 가수 앨리샤 키스.
  - 대한민국의 전 가수, 배우 추소영.
- 1월 26일
  - 대한민국의 야구 선수 차일목.
  - 베네수엘자의 지휘자 구스타보 두다멜.
- 1월 27일 - 대한민국의 가수 애니.
- 1월 28일
  - 대한민국의 배우 오유나.
  - 미국의 배우 일라이저 우드.
  - 일본의 가수 호시노 겐
- 1월 29일
  - 대한민국의 가수 신예원.
  - 멕시코의 배우 테노치 우에르타.
- 1월 30일
  - 대한민국의 성우 오병조.
  - 일본의 성우 히구치 치에코.
  - 도미니카 공화국의 야구 선수 호세 카페얀. (~2015년)
  - 불가리아의 전 축구 선수 디미터르 베르바토프.
  - 이글랜드의 전 축구 선수 피터 크라우치.
- 1월 31일
  - 대한민국의 방송인 안소영.
  - 대한민국의 야구 선수 이양기.
  - 재일한국인의 야구 선수 모리모토 히초리.
  - 미국의 가수 저스틴 팀버레이크 (엔싱크).
  - 일본의 만화가 마츠이 유세이.

### 2월
- 2월 1일 - 미국의 성우 앨리슨 빅토린.
- 2월 3일 - 대한민국의 종합격투기 선수 김종대.
- 2월 4일
  - 대한민국의 성우 최하나.
  - 대한민국의 가수 조이엄.
- 2월 5일
  - 대한민국의 레이싱 모델 남은주.
  - 대한민국의 배우, 전 모델 이언. (~ 2008년)
  - 그리스의 축구 선수 루카스 빈트라.
  - 프랑스의 영화 감독 미아 한센뢰베.
- 2월 6일
  - 대한민국의 배우 심은진 (베이비복스).
  - 대한민국의 배우 강지섭.
  - 대한민국의 전 축구 선수 김성민.
  - 남오세티야의 제5대 대통령 알란 가글로예프.
  - 일본의 축구 선수 미야자키 고헤이.
- 2월 7일
  - 대한민국의 배우 이봉련.
  - 대한민국의 가수 제이드.
- 2월 8일 - 프랑스의 프로게이머, 포커 플레이어 베르트랑 그로스펠리에.
- 2월 9일
  - 영국의 배우 톰 히들스턴.
  - 대한민국의 영화감독 이지원.
  - 대한민국의 야구 선수 심수창.
  - 미국의 드러머 더 레브. (~2009년)
  - 일본의 가수 지넨 리나.
- 2월 10일
  - 대한민국의 배우 조여정.
  - 대한민국의 배우 조은지.
  - 대한민국의 전 야구 선수 이명호.
  - 미국의 배우 스테퍼니 비어트리즈.
- 2월 11일
  - 대한민국의 야구 선수 김승회.
  - 대한민국의 전 야구 선수 권도영.
  - 대한민국의 가수, 배우 지니.
  - 스페인의 축구 선수 아리츠 아두리스.
  - 미국의 가수 켈리 롤런드.
- 2월 12일
  - 대한민국의 아나운서 정미선.
  - 대한민국의 희극인 김형인.
  - 대한민국의 배우 김산호.
  - 대한민국의 방송인 경동호. (~2021년)
  - 대한민국의 전직 스타크래프트 프로게이머 조정현.
- 2월 13일
  - 브라질의 축구 선수 루이장.
  - 대한민국의 현 야구 코치, 전 야구 선수 정재복.
  - 대한민국의 가수 김시연.
  - 아일랜드의 축구 선수 리엄 밀러. (~2018년)
- 2월 14일 - 대한민국의 가수 김환성 (NRG). (~2000년)
- 2월 15일
  - 대한민국의 배우 홍수현.
  - 대한민국의 배우 진태현.
  - 대한민국의 축구 선수 김두환.
  - 우크라이나의 축구 선수 올렉시 벨리크.
- 2월 16일
  - 대한민국의 희극인 허경환
  - 대한민국의 방송인, 게임 캐스터 박상현.
- 2월 17일
  - 대한민국의 배우 안세호.
  - 미국의 배우 조셉 고든 레빗.
  - 미국의 사업가, 방송인 패리스 힐튼.
- 2월 18일 - 대한민국의 배우 김재원.
- 2월 19일 - 대한민국의 희극인 김두영.
- 2월 20일 - 잉글랜드의 전 축구 선수 토니 히버트.
- 2월 21일 - 대한민국의 배우 이인혜.
- 2월 22일
  - 대한민국의 전직 스타크래프트 프로게이머 이재훈.
  - 대한민국의 가수 미니.
  - 미국의 감독, 배우, 모델 제나 헤이즈.
- 2월 23일
  - 일본의 성우 나카하라 마이.
  - 잉글랜드의 축구 선수 개러스 배리.
- 2월 24일
  - 대한민국의 전 가수, 배우 박정아.
  - 대한민국의 배우 이영진.
- 2월 25일
  - 대한민국의 만화가 Tiv.
  - 대한민국의 배우 강소정.
- 2월 26일 - 대한민국의 배우 문혁.
- 2월 27일
  - 대한민국의 배우 임영식.
  - 미국의 팝페라 가수 조쉬 그로반.
- 2월 28일 - 대한민국의 역도 선수 전상균

### 3월
- 3월 1일
  - 대한민국의 전직 스타크래프트 프로게이머 김동수.
  - 지바현의 작곡가 시미즈 다쓰야.
  - 대한민국의 성우 강시현.
- 3월 2일
  - 미국의 배우 브라이스 댈러스 하워드.
  - 대한민국의 희극인 곽현화.
  - 대한민국의 아나운서 손지화.
- 3월 3일
  - 대한민국의 배우, 가수 유진 (S.E.S).
  - 대한민국의 배우, 사업가, 가수 성유리 (핑클).
- 3월 4일 - 대한민국의 배우 황수경.
- 3월 5일
  - 일본의 배우 오시나리 슈고.
  - 쿠바의 야구 선수 프랜시슬리 부에노.
  - 스웨덴의 배우 한나 알스트룀.
- 3월 6일
  - 대한민국의 배우 정윤조.
  - 중국의 배우 장멍.
- 3월 7일 - 대한민국의 가수 최현준 (V.O.S).
- 3월 8일
  - 독일의 탁구 선수 티모 볼.
  - 이탈리아 태생 대한민국의 방송인 크리스티나 콘팔로니에리.
- 3월 9일
  - 대한민국의 전 가수 이은주.
  - 중화인민공화국의 펜싱 선수 리나.
- 3월 10일
  - 대한민국의 배우 이건주.
  - 카메룬의 축구 선수 사뮈엘 에토.
  - 대한민국의 희극인 남정미.
- 3월 11일
  - 미국의 가수 레토야 러켓.
  - 대한민국의 전 야구 선수 조영민.
- 3월 12일
  - 일본의 성우 사이토 치와.
  - 이탈리아의 방송인 크리스티나 콘팔로니에리.
- 3월 13일 - 대한민국의 전 축구 선수 이원영.
- 3월 14일
  - 대한민국의 배구 선수 이선규.
  - 잉글랜드의 배우 라이언 카트라이트.
- 3월 15일 - 스웨덴의 가수 베로니카 마조.
- 3월 16일
  - 대한민국의 배우 채민서.
  - 미국의 전직 야구 선수 커티스 그랜더슨.
  - 덴마크의 가수 클라라 소피.
- 3월 17일
  - 대한민국의 배우 하경민.
  - 미국의 농구 선수 카일 코버.
  - 일본의 프로 야구 선수 다테야마 쇼헤이.
  - 미국의 가수, 작곡가 니키 잼.
- 3월 18일
  - 대한민국의 전 배우 최형선.
  - 대한민국의 배우 김승현.
  - 대한민국의 가수 장나라.
  - 대한민국의 영화배우 오건우. (~2011년)
- 3월 19일
  - 대한민국의 배우 김래원.
  - 대한민국의 배우 강래연.
  - 대한민국의 가수 김태형 (클릭비).
- 3월 20일
  - 대한민국의 희극인 송병철.
  - 대한민국의 MC, 리포터 이지영.
- 3월 21일
  - 대한민국의 시인, 싱어송라이터 하상욱.
  - 대한민국의 아나운서 김윤주.
- 3월 22일 - 대한민국의 야구 선수 조동화.
- 3월 23일 - 대한민국의 전직 스타크래프트 프로게이머 손승완.
- 3월 24일 - 대한민국의 배우 김신록.
- 3월 25일
  - 대한민국의 가수 손수아 (펄스데이).
  - 대한민국의 야구 선수 김주찬.
  - 일본의 배우 성우 겸 가수 아베 아츠시.
- 3월 26일
  - 일본의 성우 시미즈 아이.
  - 한국계 미국인 가수 폴 킴.
- 3월 27일
  - 대한민국의 희극인 박영진.
  - 싱가포르의 가수, 배우 임준걸.
- 3월 28일
  - 대한민국의 아나운서 조수빈.
  - 미국의 배우 줄리아 스타일스.
- 3월 29일
  - 대한민국의 배우 전유경.
  - 미국의 가수 PJ 모턴.
- 3월 30일
  - 대한민국의 축구 선수 박지성.
  - 대한민국의 전직 스타크래프트 프로게이머 윤정민.
- 3월 31일
  - 대한민국의 배우 임정은.
  - 일본의 성우 신타니 료코.

### 4월
- 4월 1일
  - 대한민국의 배우 박예진.
  - 대한민국의 배우 양경원.
  - 영국의 가수, 배우, 방송인 해나 스피어릿.
  - 홍콩의 배우, 모델 류신유.
- 4월 2일
  - 미국의 디자이너, 배우 애덤 셜먼.
  - 중화민국의 탁구 선수 좡즈위안.
- 4월 3일 - 미국의 배우 니콜라스 투치. (~2020년)
- 4월 4일 - 대한민국의 가수 박승일.
- 4월 5일 - 대한민국의 배우, 가수 최창민.
- 4월 7일 - 대한민국의 스키 선수 이채원.
- 4월 8일 - 대한민국의 가수 거미.
- 4월 9일
  - 미국의 전 야구 선수 A. J. 엘리스.
  - 대한민국의 야구 선수 용덕한.
- 4월 10일
  - 미국의 배우 마이클 피트.
  - 영국의 가수 리즈 맥라논.
  - 대한민국의 인터넷 방송인 참PD.
- 4월 11일
  - 브라질의 모델 알레산드라 암브로지우.
  - 대한민국의 배우 유태오.
  - 웨일스의 배우 맷 라이언.
- 4월 12일
  - 일본의 전 야구 선수 이와쿠마 히사시.
  - 아르헨티나의 전 축구 선수 니콜라스 부르디소.
- 4월 13일
  - 대한민국의 축구 선수 황재원.
  - 대한민국의 기자, 가수 박주연.
- 4월 14일
  - 대한민국의 배우 서도영.
  - 일본의 정치인 고이즈미 신지로.
  - 대한민국의 야구 선수 장준관.
- 4월 15일
  - 대한민국의 배우 왕빛나.
  - 대한민국의 배우 이용우.
  - 대한민국의 육상 선수 이연경.
  - 오스트리아의 축구 선수 하네스 볼프.
- 4월 16일 - 대한민국의 아나운서 윤재희.
- 4월 17일
  - 대한민국의 배우 겸 레이싱 모델 김유연.
  - 브라질의 성전환 모델 레아 T.
- 4월 18일
  - 대한민국의 가수 강균성 (노을).
  - 대한민국의 희극인 김수미.
- 4월 19일 - 미국의 배우 헤이든 크리스텐슨.
- 4월 20일 - 일본의 일러스트레이터 Huke.
- 4월 21일
  - 대한민국의 배우 김지석.
  - 루마니아의 펜싱 선수 플로린 잘로미르. (~2022년)
- 4월 22일
  - 대한민국의 가수 이수 (엠씨 더 맥스).
  - 대한민국의 가수 커피소년.
  - 대한민국의 배우, 희극인 박민환.
  - 대한민국의 양궁 선수 김문정.
  - 루마니아의 킥복싱 선수 다니엘 기타.
- 4월 23일
  - 대한민국의 방송연예인 에바 포피엘.
  - 대한민국의 가수 김혁건.
- 4월 24일
  - 덴마크의 아이스하키 선수 모르텐 그렌.
  - 일본의 축구 선수 다나카 마르쿠스 툴리오.
  - 미국의 배우 사샤 바레즈.
- 4월 25일 - 핀란드의 배우 라우라 비른.
- 4월 26일 - 대한민국의 희극인 김경아.
- 4월 27일
  - 대한민국의 배우 박훈.
  - 중국의 전 탁구 선수, 현 탁구 코치 당예서.
  - 일본의 전 축구 선수 이케다 쇼헤이.
- 4월 28일
  - 대한민국의 국회의원 김광진.
  - 미국의 배우 제시카 알바.
  - 프랑스의 역도 선수 방셀라스 다바야.
- 4월 29일 - 대한민국의 배우 공상아.
- 4월 30일 - 아일랜드의 전 축구 선수 존 오셰이.

### 5월
- 5월 1일
  - 대한민국의 배우, 전 가수 최정원.
  - 벨라루스의 축구 선수 알략산드르 흘렙.
- 5월 2일
  - 일본의 성우 사토 리나.
  - 대한민국의 배우 심지호.
  - 포르투갈의 전 축구 선수 티아구 멘데스.
  - 대한민국의 희극인 이성동.
  - 대한민국의 배우 채민희.
- 5월 3일
  - 대한민국의 전 핸드볼 선수 김남선.
  - 대한민국의 가수 겸 배우 유니. (~2007년)
  - 미국의 가수 파라 프랭클린.
  - 대한민국의 전 야구 선수 구자민.
- 5월 4일 - 대한민국의 야구 선수 배영수.
- 5월 5일
  - 대한민국의 야구 선수 김광수.
  - 대한민국의 전 야구 선수 홍마태.
  - 영국의 팝가수, 싱어송라이터 크레이그 데이비드.
- 5월 6일
  - 대한민국의 전 야구 선수 이동학.
  - 대한민국의 전 야구 선수 정재훈.
  - 미국의 야구 선수 더스틴 니퍼트.
- 5월 7일 - 대한민국의 성우 고구인.
- 5월 8일
  - 이탈리아의 전 축구 선수 안드레아 바르찰리.
  - 일본의 음악가 뮤지.
- 5월 9일
  - 대한민국의 배우 김지훈.
  - 대한민국의 배우 김민경. (~2010년)
  - 대한민국의 희극인 예재형.
  - 대한민국의 음악가, 피아노연주가 문용. (레이지본)
  - 도네츠크 인민공화국의 정치인 데니스 푸실린.
  - 일본의 가수 요코야마 유 (칸쟈니∞).
  - 칠레의 축구 선수 조니 에레라.
- 5월 10일
  - 오스트레일리아의 배우 니키 웰런.
  - 대한민국의 미술인, 그래픽디자이너 김수환.
- 5월 11일
  - 대한민국의 배우 최현.
  - 남아프리카 공화국의 배우 테리 페토.
  - 일본의 전 축구 선수 마쓰이 다이스케.
- 5월 12일
  - 대한민국의 가수 김태우 (God).
  - 미국의 배우 라미 말렉.
- 5월 13일
  - 대한민국의 방송인, 전 아나운서 이지애.
  - 대한민국의 축구 선수 김동규.
- 5월 14일
  - 대한민국의 가수 빽가 (코요태).
  - 우크라이나의 축구 선수 보흐단 셰르슌. (~2024년)
- 5월 15일
  - 프랑스의 축구 선수 파트리스 에브라.
  - 대한민국의 전직 스타그래프트 프로게이머 장진남, 장진수.
  - 미국의 배우 및 가수 제이미 린 시글러.
- 5월 16일
  - 중화인민공화국의 배우, 가수 위샤오광.
  - 루마니아의 전직 축구 선수 마리우스 니쿨라에.
- 5월 17일 - 대한민국의 가수 임정희.
- 5월 18일
  - 태국의 배우, 모델 써니 수완메타논트.
  - 태국의 권투 선수 워라폿 펫쿰.
- 5월 19일
  - 대한민국의 배우 봉태규.
  - 캐나다의 종합격투기 선수 조르주 생피에르.
- 5월 20일
  - 대한민국의 뮤지컬 배우 윤공주.
  - 스페인의 축구 선수 이케르 카시야스.
- 5월 21일 - 일본의 베이시스트 Reita.
- 5월 22일
  - 대한민국의 전 야구 선수 황이갑.
  - 미국의 프로레슬링 선수 대니얼 브라이언.
- 5월 23일 - 독일의 정치인 야니네 비슬러.
- 5월 24일 - 브라질의 범죄자 에리카 지소자.
- 5월 26일
  - 대한민국의 희극인 김대훈.
  - 한국계 미국인 배우 이필립.
- 5월 27일 - 미국의 래퍼 매니악.
- 5월 28일
  - 대한민국의 야구 선수 마일영.
  - 대한민국의 전 아나운서 송지선. (~2011년)
  - 대한민국의 희극인 김형은. (~2007년)
  - 대한민국의 전 축구 선수 정재윤.
  - 대한민국의 희극인 이시온.
- 5월 29일
  - 대한민국의 전 배우 강정화.
  - 러시아의 전 축구 선수 안드레이 아르샤빈.
  - 이탈리아의 전 축구 선수 미켈레 페리.
- 5월 30일 - 대한민국의 드러머 서동욱.
- 5월 31일
  - 미국의 가수 윤미래.
  - 대한민국의 배우 김기방.
  - 대한민국 방송인, 기자 겸 앵커 이승현.

### 6월
- 6월 1일
  - 대한민국의 아나운서 김승휘.
  - 대한민국의 작곡가 이윤재.
  - 미국의 희극인 에이미 슈머.
  - 일본의 전 축구 선수 나라자키 히로시.
- 6월 2일
  - 대한민국의 배우, 전 가수 서지영 (샵).
  - 대한민국의 가수 전상환.
- 6월 3일 - 일본의 야구 선수 가와사키 무네노리.
- 6월 4일
  - 대한민국의 전 아나운서 나경은.
  - 대한민국의 야구 선수 박기혁.
  - 대한민국의 배구 선수 김세영.
  - 그리스의 전 축구 선수 유르카스 세이타리디스.
- 6월 5일
  - 대한민국의 희극인 김기열.
  - 대한민국의 전 축구 선수 김성규.
  - 대한민국의 배우 채희재.
  - 잉글랜드의 방송인 제이드 구디. (~2009년)
- 6월 6일
  - 대한민국의 성우 이제인.
  - 쿠바의 권투 선수 유델 혼손.
  - 미국의 배우, 음악가 조니 파카.
- 6월 7일
  - 대한민국의 축구 선수 김현우.
  - 대한민국의 축구 선수 김동현.
  - 미국의 영화배우 존 에드워드 리.
- 6월 8일 - 일본의 성우 노나카 아이.
- 6월 9일
  - 미국의 배우 내털리 포트먼.
  - 대한민국의 가수 배인혁.
- 6월 10일
  - 미국의 작곡가, 가수 호쿠.
  - 대한민국의 배우 이재우.
- 6월 11일
  - 대한민국의 가수 요조.
  - 대한민국의 농구 선수 김현중.
- 6월 12일
  - 브라질의 모델 아드리아나 리마.
  - 대한민국의 뮤지컬 배우 육현욱.
- 6월 13일
  - 미국의 배우 크리스 에반스.
  - 대한민국의 가수 전민혁 (엠씨 더 맥스).
  - 대한민국의 가수 한지서. (~2014년)
- 6월 14일 - 대한민국의 뮤지컬 배우 박은태.
- 6월 15일
  - 대한민국의 뮤직비디오 감독 쿨케이.
  - 일본의 배우 쿠보타 유키.
  - 대한민국의 가수 박시연.
- 6월 17일
  - 대한민국의 아나운서 최지해.
  - 대한민국의 배우 조한선.
  - 대한민국의 야구 선수 강영식.
- 6월 18일
  - 대한민국의 야구 선수 엄정욱.
  - 미국의 연예 기획자 스쿠터 브론.
- 6월 19일
  - 대한민국의 음악가 신재평.
  - 미국의 배우 리키김.
- 6월 20일 - 대한민국의 가수, 작곡가 리키 송
- 6월 21일 - 대한민국의 전 배구 선수 김사니.
- 6월 22일 - 대한민국의 성우 오민혁.
- 6월 23일
  - 대한민국의 래퍼 디테오 (브라운 후드, 소울다이브).
  - 대한민국의 가수, 뮤지컬 배우 채동하.
- 6월 24일
  - 대한민국의 배우 곽진무.
  - 미국의 배우 버네사 레이.
  - 미국의 배우, 가수 틸키 존스.
  - 폴란드이 영화 촬영 감독 우카시 잘.
  - 이스라엘의 배우 노아 콜레르.
- 6월 25일
  - 대한민국의 뮤지컬 배우 김다영.
  - 미국의 권투 선수 리카도 윌리엄스.
  - 스위스의 스키점프 선수 지몬 아만.
- 6월 26일
  - 대한민국의 축구 선수 김희호. (~2021년)
  - 일본의 성우 콘도 카나코.
- 6월 27일
  - 대한민국의 배우 김도윤.
  - 브라질의 축구 선수 클레베르 산타나. (~2016년)
- 6월 28일
  - 대한민국의 작가 김수영.
  - 대한민국의 가수 지원이.
  - 미국의 영화감독 존 와츠.
- 6월 29일
  - 대한민국의 배우 이나은.
  - 스페인의 자동차 경주 선수 페르난도 알론소.
- 6월 30일
  - 대한민국의 미스코리아, 전 아나운서 김주희.
  - 대한민국의 배우 김영훈.
  - 대한민국의 변호사 이창민.
  - 대한민국의 전 야구 선수 김종민.

### 7월
- 7월 1일 - 대한민국의 야구 선수 유한준.
- 7월 2일
  - 대한민국의 희극인 한민관.
  - 브라질의 유도 선수, 정치인 주앙 데를리.
- 7월 3일
  - 대한민국의 작곡가 임채섭.
  - 캐나다의 배우 다이애나 방.
- 7월 4일
  - 프랑스의 배우 타하르 라힘.
  - 대한민국의 전 야구 선수 강민영.
- 7월 5일 - 미국의 배우 라이언 핸슨.
- 7월 6일 - 대한민국의 가수 박지영.
- 7월 7일 - 대한민국의 배우 오대영.
- 7월 8일
  - 대한민국의 축구 선수 곽태휘.
  - 대한민국의 희극인 임우일.
  - 일본의 축구 선수 스즈키 게이타.
- 7월 9일
  - 대한민국의 배우 육동일.
  - 대한민국의 축구 선수 이천수.
  - 대한민국의 야구 선수 심수창.
- 7월 10일 - 대한민국의 성우 김경진.
- 7월 12일 - 미국의 야구 선수 필 더마트레.
- 7월 13일 - 일본의 스모 선수 기무라야마. (~2024년)
- 7월 14일 - 대한민국의 축구 선수 황선필.
- 7월 15일 - 중화인민공화국의 축구 선수 취보.
- 7월 16일
  - 대한민국의 아나운서 이성배.
  - 스페인의 축구 선수 비센테 로드리게스.
- 7월 17일
  - 대한민국의 희극인 김원효.
  - 프랑스의 배우 멜라니 티에리.
- 7월 18일
  - 대한민국의 축구 선수 이광현.
  - 대한민국의 래퍼 얀키.
  - 대한민국의 영화 감독 정윤석.
  - 네덜란드의 장애인 테니스 선수 에스터르 페르헤이르.
  - 네덜란드이 가수, 배우 미힐 하위스만.
- 7월 19일
  - 대한민국의 가수 남예지.
  - 대한민국의 유도 선수 이원희.
  - 대한민국의 유도 선수 이소연.
- 7월 20일 - 대한민국의 축구 선수 허준.
- 7월 21일
  - 스페인의 축구 선수 호아킨 산체스.
  - 대한민국의 야구 선수 박정권.
- 7월 22일
  - 대한민국의 사격 선수 이보나.
  - 오스트레일리아의 배우, 영화 감독 조시 로슨.
  - 미국의 레슬링 선수 케니 킹.
- 7월 23일
  - 대한민국의 가수 임태린.
  - 대한민국의 그림책 작가 조은영.
  - 대한민국의 가수 선영.
  - 캐나다의 드러머 스티브 조크즈.
  - 일본의 만화가 스케노 요시아키.
  - 일본의 전 축구 선수 오타 게이스케.
- 7월 24일 - 미국의 배우 서머 글라우.
- 7월 25일
  - 멕시코의 권투 선수 크리스티안 베하라노.
  - 일본의 축구 선수 고마노 유이치.
- 7월 26일
  - 대한민국의 배우 최자혜.
  - 브라질의 축구 선수 마이콩 도글라스 시제난두.
- 7월 27일
  - 중화인민공화국의 체조 선수 리샤오펑.
  - 몬테네그로의 축구 선수 데얀 다먀노비치.
  - 미국의 영화 감독 윌리엄 와일러.
- 7월 28일
  - 대한민국의 모델, 배우 조인성.
  - 대한민국의 희극인 김시덕.
  - 영국의 축구 선수 마이클 캐릭.
  - 대한민국의 축구 선수 이동준.
- 7월 29일 - 스페인의 자동차 경주 선수 페르난도 알론소.
- 7월 30일
  - 대한민국의 레이싱 모델, 배우 이선우.
  - 미국의 축구 선수 호프 솔로.
- 7월 31일
  - 미국의 가수, 작곡가 M. 섀도스.
  - 브라질의 모델 아나 클라우지아 미셰우스.

### 8월
- 8월 1일 - 대한민국의 미용전문가 이승지.
- 8월 2일 - 러시아의 종합격투기 선수 알렉산드르 예멜리야넨코.
- 8월 3일
  - 미국의 성우 트라비스 윌링햄.
  - 대한민국의 변호사, 정치인 김소연.
  - 대한민국의 성우 김국진.
- 8월 4일 - 미국의 배우 서식스 공작부인 메건.
- 8월 5일
  - 일본의 배우, 가수 시바사키 코우.
  - 미국의 배우 제시 윌리엄스.
- 8월 6일
  - 대한민국의 배우 손무.
  - 코트디부아르의 축구 선수 압둘 카데르 케이타.
- 8월 7일 - 대한민국의 배우 김도윤.
- 8월 8일
  - 스위스의 테니스 선수 로저 페더러.
  - 일본의 가수 이이다 카오리.
  - 대한민국의 희극인 손소연.
  - 대한민국의 가수 성은.
  - 대한민국의 가수 JC지은.
  - 튀르키예의 가수 심게.
- 8월 9일 - 대한민국의 아나운서 윤수영.
- 8월 10일
  - 네덜란드의 유도 선수 기욤 엘몬트.
  - 대한민국의 배우 김민경.
  - 대한민국의 배우 박민호.
  - 일본의 가수·배우 아베 나쓰미.
- 8월 11일
  - 대한민국의 배우 소유진.
  - 대한민국의 전 야구 선수 장요상.
  - 대한민국의 기자 한승연.
- 8월 12일
  - 대한민국의 배구 선수 정대영.
  - 프랑스의 축구 선수 지브릴 시세.
  - 일본의 전 축구 선수 노자와 다쿠야.
- 8월 13일 - 펜실베니아 와튼 스쿨의 교수 애덤 그랜트.
- 8월 14일
  - 대한민국의 야구 선수 박기남.
  - 대한민국의 농구 선수 김동욱.
  - 페루의 댄서, 배우, 싱어송라이터 아나 카리나.
  - 미국의 유튜브 스타 레이 윌리엄 존슨.
- 8월 15일
  - 대한민국의 배우 송지효.
  - 대한민국의 배우 이상윤.
  - 대한민국의 배우 차수연.
  - 대한민국의 희극인 박성광.
  - 대한민국의 양궁 선수 오진혁.
- 8월 16일
  - 대한민국의 전 축구 선수, 축구 코치 이정열.
  - 파라과이의 축구 선수 로케 산타 크루스.
- 8월 17일
  - 대한민국의 가수 김예준 (버즈).
  - 대한민국의 희극인 이상호, 이상민.
  - 대한민국의 배우 고이건.
- 8월 18일 - 대한민국의 영화 감독, 각본가 강진아.
- 8월 19일
  - 대한민국의 배우, 미스코리아 김하연.
  - 대한민국의 뮤지컬 배우 정재희.
- 8월 20일
  - 대한민국의 앵커 최국화.
  - 대한민국의 배우 최호중.
- 8월 21일
  - 대한민국의 야구 선수 이대수.
  - 대한민국의 기업인 이시원.
  - 미국의 배우 로스 토머스.
- 8월 22일 - 대한민국의 축구 선수 장현규. (~2012년)
- 8월 23일
  - 일본의 성우 미야자키 우이.
  - 일본의 배우, 가수 AKIRA.
- 8월 24일 - 대한민국의 연극배우 강근탁. (~2022년)
- 8월 25일
  - 대한민국의 레이싱 모델 구은경.
  - 대한민국의 군인 박동혁.
  - 일본의 성우 아베 아츠시.
  - 미국의 배우 레이철 빌슨.
  - 러시아의 축구 선수 알렉세이 부가예프. (~2024년)
- 8월 26일 - 그리스의 축구 선수 방겔리스 모라스.
- 8월 27일
  - 대한민국의 전 래퍼 겸 인터넷 방송인 김한상.
  - 미국의 레슬링 선수 클러리사 천.
  - 브라질의 축구 선수 마스웨우.
- 8월 28일
  - 대한민국의 아나운서 구은영.
  - 스위스의 전 축구 선수 다니엘 기각스.
  - 쿠바의 야구 선수 유네스키 마야.
- 8월 29일
  - 미국계 한국인 배우 데니스 오.
  - 대한민국의 배우 정시아.
  - 벨기에의 배우 에밀리 드켄.
  - 뉴질랜드의 배우 제이 라이언.
- 8월 30일 - 대한민국의 음악가 이장원.
- 8월 31일
  - 도미니카 공화국의 야구 선수 라몬 라미레스.
  - 대한민국의 가수 피티컬.

### 9월
- 9월 1일
  - 대한민국의 가수 박효신.
  - 대한민국의 야구 선수 이성우.
  - 대한민국의 래퍼 여운.
  - 대한민국의 기업인 강혜원.
- 9월 2일 - 대한민국의 축구 선수 김대현.
- 9월 3일 - 대한민국의 유도 선수 김광섭.
- 9월 4일
  - 미국의 가수, 배우 비욘세.
  - 대한민국의 정치인 유재호.
- 9월 5일 - 우즈베키스탄의 축구 선수 티무르 카파제.
- 9월 6일 - 대한민국의 배우 전재홍.
- 9월 7일
  - 대한민국의 축구 선수 신영록.
  - 일본의 가수 미나미 가나코.
  - 튀르키예의 축구 선수 고칸 잔.
- 9월 8일
  - 대한민국의 전 야구 선수 오윤.
  - 미국의 전 배우 조너선 테일러 토머스.
  - 일본의 축구 선수 다카마쓰 다이키.
- 9월 9일
  - 대한민국의 배우 서지석.
  - 대한민국의 야구 선수 이승호.
  - 대한민국의 축구 선수 정종관. (~2011년)
- 9월 11일
  - 대한민국의 희극인 김민경.
  - 일본의 성우 야마모토 마리아.
  - 대한민국의 축구 선수 손대호.
- 9월 12일
  - 미국의 가수 겸 배우 제니퍼 허드슨.
  - 일본의 가수 Noria.
- 9월 13일 - 대한민국의 바둑 기사 유경민.
- 9월 14일
  - 일본의 가수 MIYAVI.
  - 대한민국의 농구 선수 양동근.
  - 미국의 가수 애슐리 로버츠.
- 9월 15일
  - 대한민국의 전 야구 선수 조규수.
  - 미국의 성우, 배우, 희극인 벤 슈워츠.
- 9월 16일
  - 대한민국의 배우 이진욱.
  - 대한민국의 前 야구 선수 송현우.
  - 중국의 배우 판빙빙.
  - 미국의 배우 알렉시스 블레델.
- 9월 17일 - 대한민국의 연극배우 김태범.
- 9월 18일
  - 미국의 배우 한예슬.
  - 대한민국의 가수 제아 (브라운 아이드 걸스).
- 9월 19일 - 대한민국의 전 야구 선수 김태완.
- 9월 20일 - 대한민국의 가수 오지은.
- 9월 22일
  - 일본의 가수 시부타니 스바루.
  - 투르크메니스탄의 제3대 대통령 세르다르 베르디무하메도프.
- 9월 23일
  - 대한민국의 야구 선수 진종길.
  - 대한민국의 미술인 이광호.
- 9월 24일
  - 대한민국의 전 축구 선수, 축구 지도자 박규선.
  - 칠레의 배우 페르난다 우레홀라.
  - 일본의 배우, 희극인 마츠자키 유키.
- 9월 25일
  - 대한민국의 배우 이윤미.
  - 대한민국의 래퍼 겸 프로듀서 김디지.
  - 조선민주주의인민공화국의 지도자 김정철.
- 9월 26일
  - 미국의 테니스 선수 세리나 윌리엄스.
  - 일본의 성우 츠네마츠 아유미.
  - 중국의 가수 야오베이나. (~2015년)
  - 대한민국의 만화가 주호민.
  - 대한민국의 전 축구 선수 김유진.
- 9월 27일 - 미국의 만화가 소피 크럼.
- 9월 28일 - 아르헨티나의 축구 선수 윌리 카바예로.
- 9월 29일 - 대한민국의 펜싱 선수 남현희.
- 9월 30일
  - 대한민국의 성우 최승훈.
  - 대한민국의 배우 윤태웅.
  - 대한민국의 전 축구 선수 김현호.

### 10월
- 10월 1일
  - 대한민국의 국악인 남지인.
  - 브라질의 축구 선수 줄리우 바프티스타.
  - 필리핀의 축구 선수 오토모 사토시.
- 10월 2일 - 대한민국의 마술사 이은결.
- 10월 3일
  - 스웨덴의 축구 선수 안드레아스 이삭손.
  - 스웨덴의 축구 선수 즐라탄 이브라히모비치.
  - 일본의 라이트 노벨 작가 아이소라 만타.
  - 미국 플로리다주 포트로더데일의 프로 야구 선수 맷 머턴.
- 10월 4일 - 대한민국의 여행작가 권다현.
- 10월 5일 - 대한민국의 축구 선수 곽희주.
- 10월 6일
  - 대한민국의 전 축구 선수 최성환.
  - 조지아의 전 축구 선수 주라브 히자니슈빌리.
- 10월 8일
  - 일본의 배우 사이네이 류지.
  - 대한민국의 전 야구 선수 윤성환.
- 10월 9일
  - 일본의 전 축구 선수 이케다 마사히로.
  - 슬로베니아의 유도 선수 우르슈카 졸니르.
  - 프랑스의 전 축구 선수 가엘 지베.
  - 중화민국의 중국국민당 당원 리보이.
- 10월 10일
  - 대한민국의 격투기 선수 서두원.
  - 아일랜드의 싱어송라이터 우나 힐리.
- 10월 11일
  - 대한민국의 뮤지컬 배우, 전 가수 이민경. (디바)
  - 대한민국의 배우 전석찬.
- 10월 12일 - 대한민국의 양궁 선수 이혜연.
- 10월 13일 - 대한민국의 희극인 김영민.
- 10월 14일 - 타지키스탄의 가수 샤브나미 수라이요.
- 10월 15일
  - 대한민국의 가수 뮤지.
  - 대한민국의 성악가 박혜상.
  - 러시아의 테니스 선수 옐레나 데멘티예바.
  - 미국의 가수, 작곡가 키샤 콜.
  - 슬로바키아의 스노보드 선수 라도슬라우 지데크.
  - 중국의 다이빙 선수 궈징징.
- 10월 16일
  - 대한민국의 배우 고주원.
  - 대한민국의 레이싱 모델 김효진.
  - 미국의 종합격투기 선수 프랭크 에드거.
- 10월 17일
  - 대한민국의 힙합 래퍼 시진.
  - 일본의 아이돌 이마이 츠바사.
- 10월 18일 - 일본의 배우 사이네이 류지.
- 10월 19일
  - 대한민국의 전 가수, 배우 송재윤.
  - 대한민국의 배우 박영서.
  - 필리핀의 가수, 배우, 모델 크리스천 바우티스타.
- 10월 20일 - 대한민국의 일러스트레이터 이지현.
- 10월 21일
  - 대한민국의 배우 겸 모델 박대규.
  - 대한민국의 배우 이상보.
  - 세르비아의 축구 선수 네마냐 비디치.
- 10월 22일 - 대한민국의 권투 선수 김하나.
- 10월 23일
  - 일본의 가수, 배우 슈 (S.E.S.).
  - 대한민국의 배우 이기우.
  - 대한민국의 기상캐스터, 기업인, 유튜버 최윤정.
- 10월 24일
  - 대한민국의 가수 이정.
  - 대한민국의 펜싱 선수 겸 해설 위원 최병철.
- 10월 25일 - 잉글랜드의 축구 선수 숀 라이트필립스.
- 10월 26일 - 대한민국의 전 축구 선수 김지혁.
- 10월 27일
  - 대한민국의 배우 한혜진.
  - 대한민국의 작가 조승연.
  - 대한민국의 아나운서 이해수.
- 10월 28일 - 대한민국의 래퍼 지토 (브라운 후드, 소울다이브).
- 10월 29일
  - 대한민국의 래퍼 마부스 (일렉트로보이즈).
  - 대한민국의 희극인 김세아.
  - 일본의 전직 프로 야구 선수 고마쓰 사토시.
- 10월 30일
  - 대한민국의 배우 전지현.
  - 일본의 성우 센다이 에리.
  - 미국의 전직 모델, 사업가 이방카 트럼프.
- 10월 31일 - 미국의 기타리스트 프랭크 아이에로.

### 11월
- 11월 1일 - 미국의 배우, 성우 및 희극인 맷 L. 존스.
- 11월 2일
  - 대한민국의 래퍼 미료 (허니 패밀리, 브라운 아이드 걸스).
  - 대한민국의 가수 윤우현 (버즈).
  - 일본의 가수 Al.
- 11월 3일 - 스페인의 전 축구 선수 디에고 로페스 로드리게스.
- 11월 4일 - 일본의 배우 오노 마치코.
- 11월 5일 - 러시아의 정치인, 언론인, 텔레비전 진행자 크세니야 솝차크.
- 11월 6일 - 대한민국의 배우 이동욱.
- 11월 7일
  - 일본의 배우 우치야마 리나.
  - 일본의 축구 선수 나카야마 사토시.
- 11월 8일
  - 영국의 축구 선수 조 콜.
  - 대한민국의 전 축구 선수 최원권.
- 11월 9일
  - 대한민국의 가수 린.
  - 대한민국의 프로게이머 출신 프로게임단 코치이자, 제2대 CJ엔투스 감독 김동우.
- 11월 10일 - 대한민국의 가수, 희극인 한현민.
- 11월 11일
  - 캐나다의 사회자, 작가, 댄서 나탈리 글레보바.
  - 룩셈부르크 대공국의 대공세자 룩셈부르크 대공세자 기욤.
  - 미국의 배우 데번 터렐.
- 11월 13일
  - 대한민국의 배우 한민.
  - 홍콩의 배우 및 가수 여문락.
- 11월 14일
  - 대한민국의 배우 이채은.
  - 대한민국의 정치인 최재훈.
- 11월 15일 - 대한민국의 전 축구 선수 문민귀.
- 11월 16일
  - 대한민국의 가수 서재호. (~2004년)
  - 대한민국의 배우 양현민.
  - 대한민국의 배우 최나경.
- 11월 17일 - 대한민국의 격투기 선수 김동현.
- 11월 18일
  - 대한민국의 가수 신지 (코요태).
  - 대한민국의 축구 선수 이상호.
- 11월 19일
  - 대한민국의 힙합 디스크자키 DJ 투컷 (에픽하이).
  - 대한민국의 배우 윤아정.
- 11월 20일
  - 대한민국의 배우 오유진.
  - 미국의 가수 및 배우 킴벌리 월시.
- 11월 21일
  - 대한민국의 배우 박해수.
  - 일본의 배우 이케와키 치즈루.
- 11월 22일
  - 대한민국의 배우 송혜교.
  - 대한민국의 성우 이명희.
- 11월 23일
  - 대한민국의 희극인 신기루.
  - 대한민국의 가수 채영인.
  - 대한민국의 전 스타크래프트 프로게이머 강도경.
- 11월 24일
  - 대한민국의 배우 홍지영.
  - 인도의 배우 셀리나 제이틀리.
- 11월 25일
  - 대한민국의 가수 하현우 (국카스텐).
  - 스페인의 축구 선수 사비 알론소.
  - 브라질의 격투기 선수 마우리시우 후아.
  - 대한민국의 야구 선수 이범호.
  - 미국의 작가, 저널리스트 제나 부시 헤이거.
- 11월 26일 - 대한민국의 가수 영지.
- 11월 27일 - 대한민국의 배우 박보경.
- 11월 28일 - 대한민국의 성우 이미나.
- 11월 29일
  - 중국계 말레이시아인 가수 장동량.
  - 미국의 영화 배우 킴벌리 컬럼.
- 11월 30일
  - 대한민국의 영화감독 김보라.
  - 대한민국의 아나운서 한상헌.

### 12월
- 12월 1일 - 대한민국의 가수 지후.
- 12월 2일 - 미국의 가수 브리트니 스피어스.
- 12월 3일
  - 스페인의 축구 선수 다비드 비야.
  - 대한민국의 가수 김사랑.
  - 대한민국의 배우 김정운.
- 12월 4일
  - 대한민국의 방송인, 전 기상 캐스터 배수연.
  - 대한민국의 헤어 디자이너 차홍.
  - 중국의 가수 김윤길.
- 12월 5일
  - 대한민국의 가수, 뮤지컬 배우, 성악가 카이.
  - 대한민국의 승마 선수 이지영.
  - 멕시코의 배우 아단 칸토. (~2024년)
- 12월 6일 - 대한민국의 연극배우 김형석.
- 12월 7일 - 대한민국의 배우 윤병희.
- 12월 8일 - 대한민국의 방송인 김나영.
- 12월 9일 - 미국의 테니스 선수 마디 피시.
- 12월 10일 - 대한민국의 레이싱 모델, 가수 엄지언.
- 12월 11일
  - 아르헨티나의 축구 선수 하비에르 사비올라.
  - 대한민국의 해설가, 사업가 이주헌.
  - 캐나다의 포르노 배우 니키 벤츠.
- 12월 12일 - 미국의 레슬링 선수 에디 킹스턴.
- 12월 13일
  - 대한민국의 배우 장승조.
  - 대한민국의 힙합 가수 제이스.
  - 미국의 싱어송라이터 에이미 리.
  - 일본의 범죄자 이시모토 다이치.
- 12월 14일
  - 대한민국의 배우 이선호.
  - 대한민국의 피아니스트 겸 작곡가 백나예.
  - 미국의 프로레슬링 선수 조니 지터.
- 12월 15일
  - 러시아의 축구 선수 로만 파블류첸코.
  - 잉글랜드의 배우 미셸 도커리.
- 12월 16일
  - 대한민국의 성우 정혜옥.
  - 대한민국의 가수 한영.
  - 대한민국의 배우 김대명.
- 12월 17일
  - 잉글랜드의 전직 축구 선수, 축구 감독 사이먼 러스크.
  - 미국의 싱어송라이터 데이비드 롱스트레스.
- 12월 18일
  - 대한민국의 바둑 기사 강지성.
  - 대한민국의 배우 임지영.
- 12월 19일
  - 대한민국의 배우 지승현.
  - 대한민국의 배우 김윤성.
  - 대한민국의 유튜버 이대호.
- 12월 20일
  - 일본의 황족 미카사노미야 아키코 여왕.
  - 일본의 축구 선수 하시다 사토시.
- 12월 21일 - 대한민국의 변호사 박서영.
- 12월 22일
  - 대한민국의 배우, 무용가 김설진.
  - 이탈리아의 배우 니콜라스 바포리디스.
  - 멕시코 프로레슬링 신 카라.
- 12월 23일
  - 대한민국의 뮤직비디오 감독자 권순욱. (~2021년)
  - 미국의 가수 팀.
  - 대한민국의 배우 임강성.
- 12월 24일 - 러시아의 팝 아티스트 디마 빌란.
- 12월 25일
  - 대한민국의 가수 이영현 (빅마마).
  - 대한민국의 희극인 김지호.
  - 대한민국의 전 야구 선수, 현 야구 코치 이동훈.
- 12월 26일 - 대한민국의 변호사 정서연.
- 12월 27일
  - 중국 태생의 프랑스 바둑 선수 판후이.
  - 호주의 배우 에밀리 더 래빈.
  - 미국의 영화배우, 연극 배우 제이 엘리스.
- 12월 28일 - 대한민국의 가수 나르샤 (브라운 아이드 걸스).
- 12월 29일
  - 대한민국의 래퍼 박장근.
  - 일본의 전 피겨 스케이팅 선수 아라카와 시즈카.
- 12월 30일
  - 대한민국의 배우 오지은.
  - 대한민국의 가수 케이윌.
- 12월 31일
  - 미국의 종합격투기 선수 디에고 산체스.
  - 영국의 모델, 배우 리키 휘틀.

### 미상
- 대한민국의 UX 엔지니어, 그래픽 디자이너 및 인터랙티브 미술인 김종민.
- 대한민국의 배우 변우종.
- 대한민국의 힙합 가수 신건.
- 대한민국의 배우 최정원.
- 대한민국의 전 가수 연우. (티티마)
- 대한민국의 강사 오투.
- 대한민국의 가수 이지린.
- 대한민국의 배우 전현서.
- 대한민국의 시인 조인호.
- 대한민국의 영화 감독, 각본가 허정.
- 대만의 전기 공학, 컴퓨터 과학자 류쥔청.
- 대한민국의 유도 선수 김영란.
- 대한민국의 배우 김유빈.
- 대한민국의 쇼호스트 박지현.
- 대한민국의 플로리스트, 제과제빵사 연진아.
- 대한민국의 화가 이원영.
- 대한민국의 음악감독 겸 작곡가 이지수.
- 대한민국의 골프 선수 이지연.
- 중화인민공화국의 바둑 기사 리제.
- 일본의 축구 선수 구마가이 히로시.
- 제이 윌리엄스.

## 사망

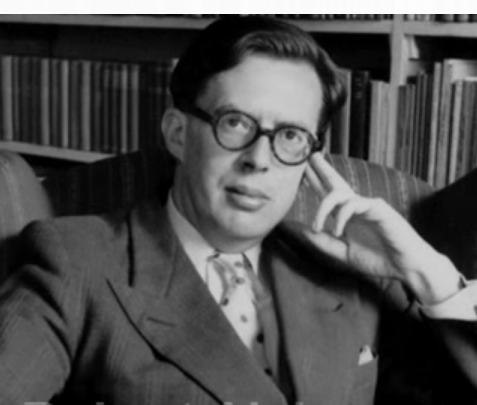
로버트 에이크먼

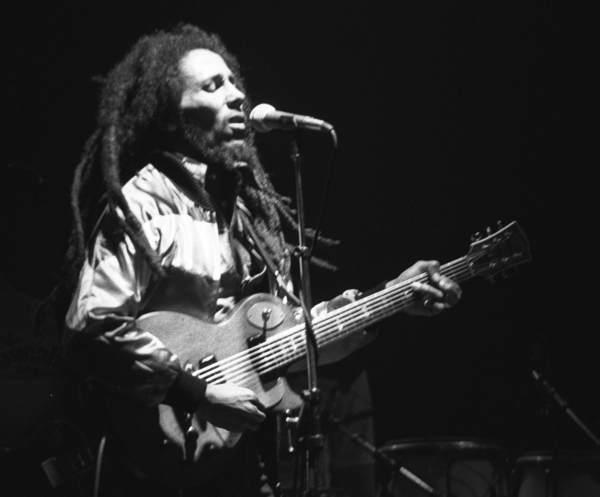
밥 말리

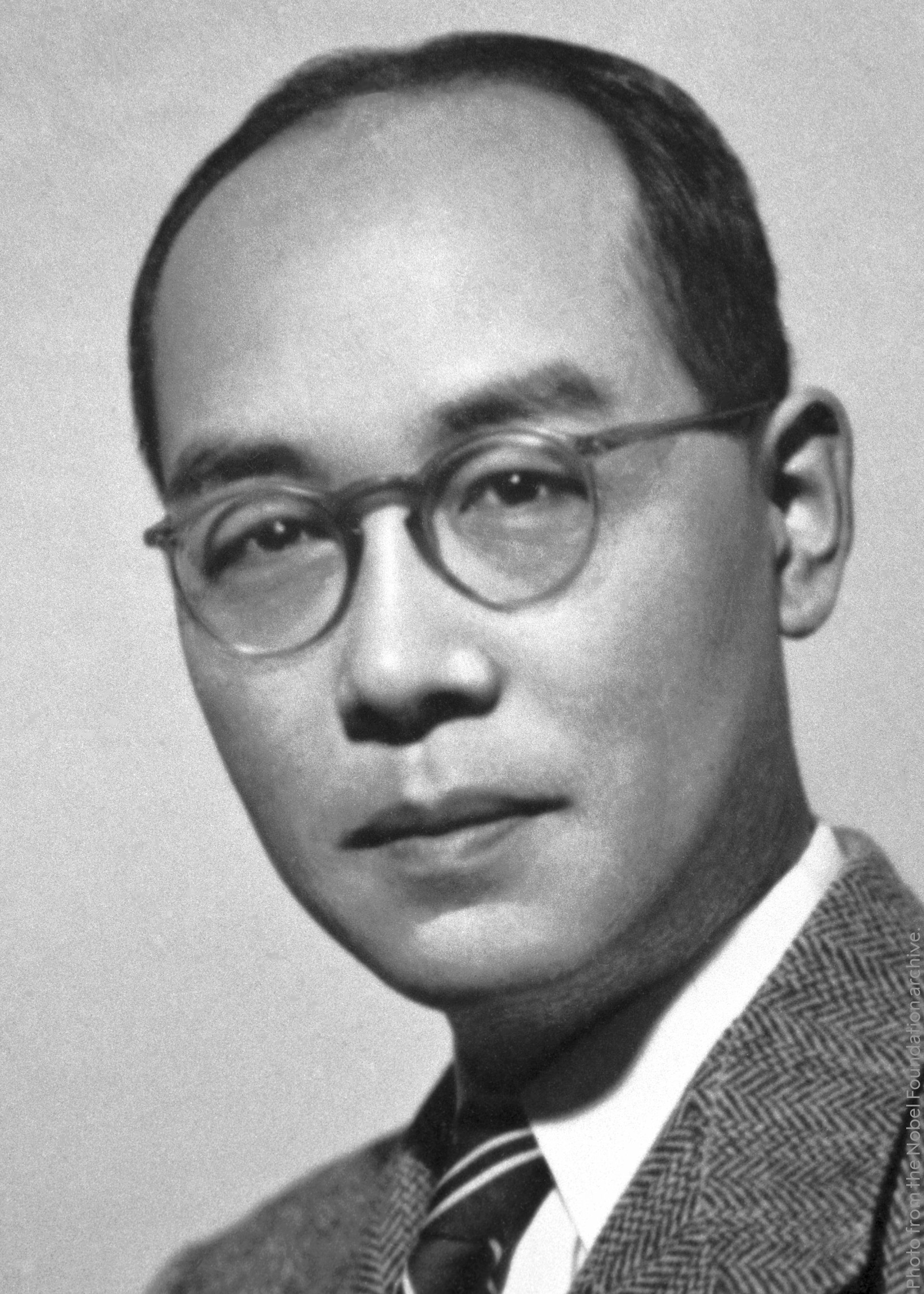
유카와 히데키

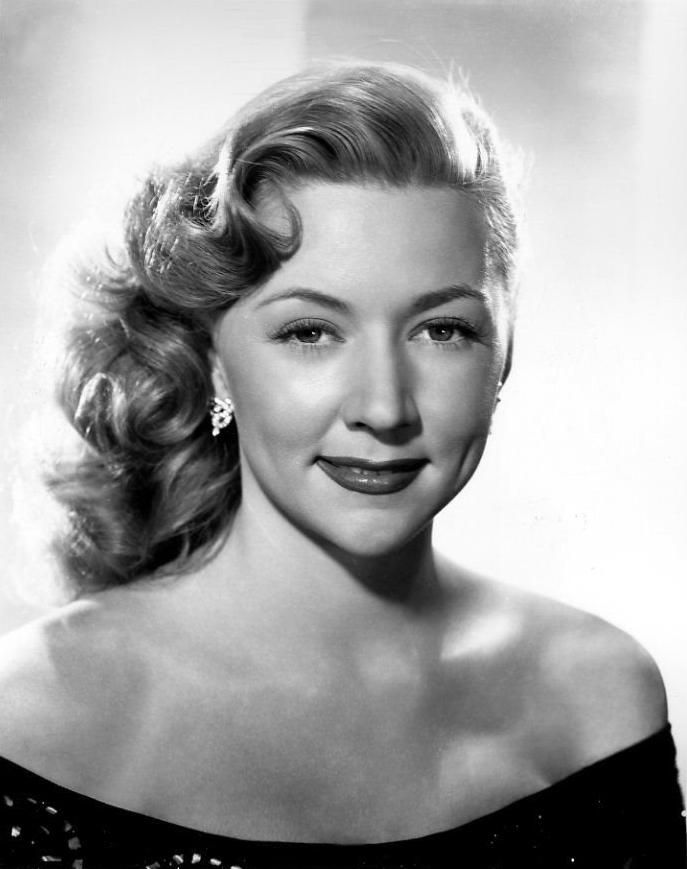
글로리아 그레이엄

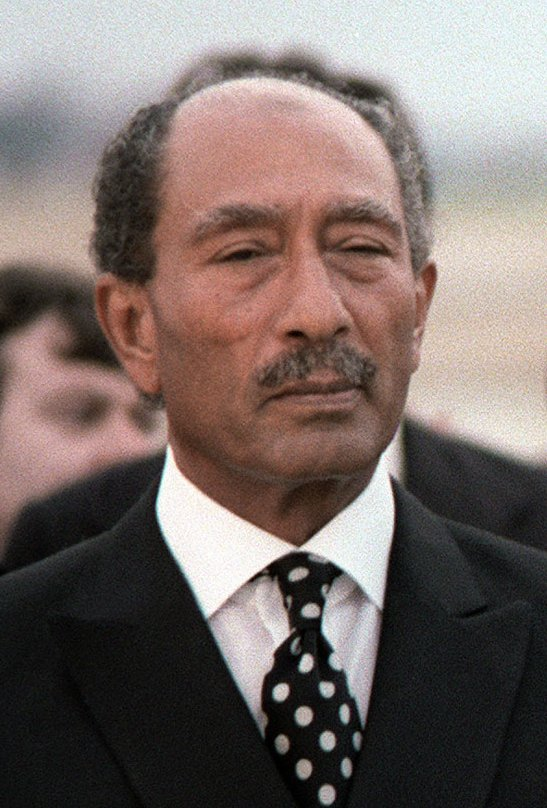
안와르 사다트

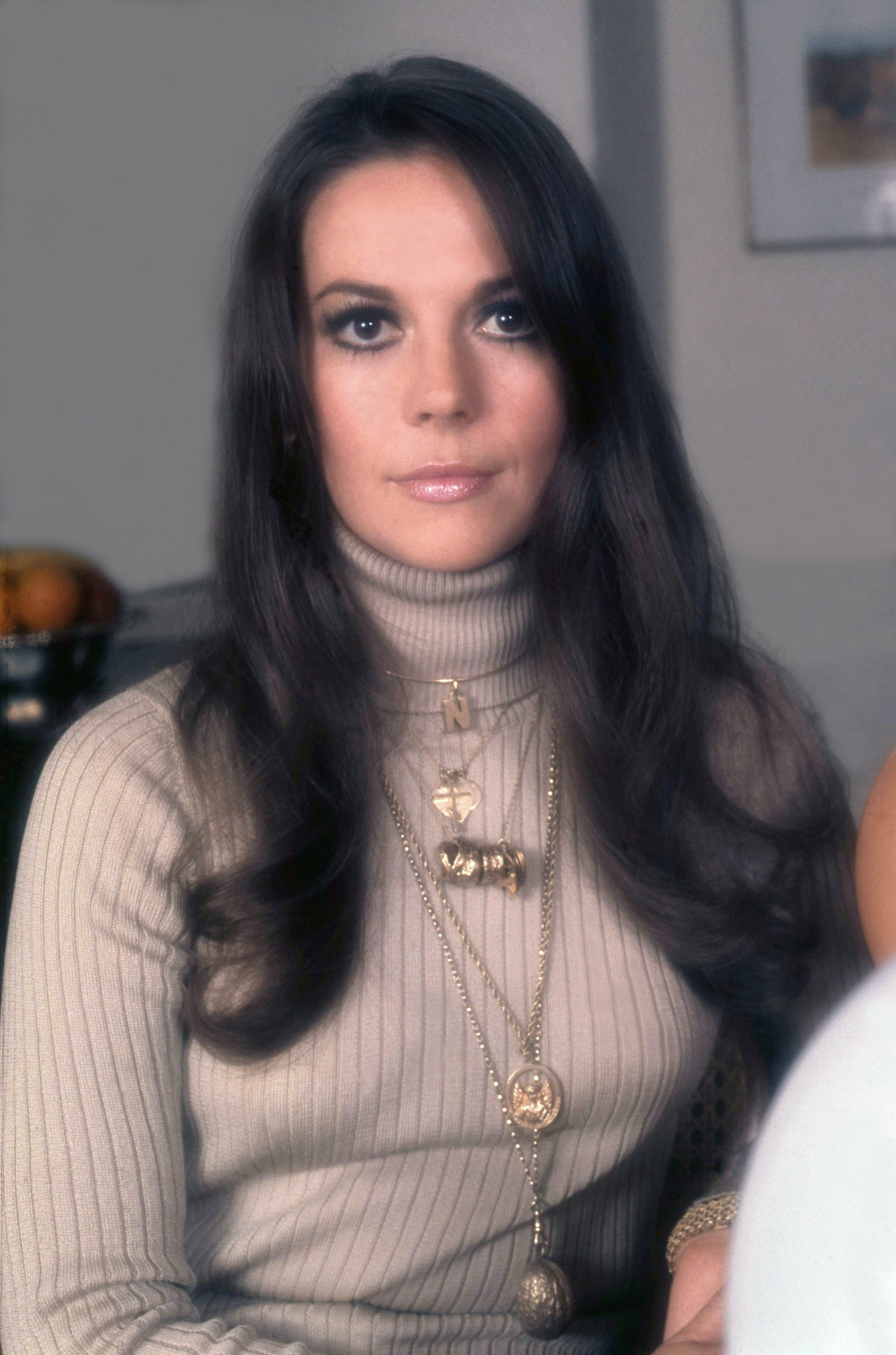
내털리 우드

- 1월 1일 - 일제강점기의 독립운동가 연미당. (1908년~)
- 1월 13일 - 대한민국의 시인 겸 소설가 박종화. (1901년~)
- 2월 3일 - 대한민국의 사상가 류영모. (1890년~)
- 2월 26일 - 영국의 작가 로버트 에이크먼. (1914년~)
- 2월 28일 - 대한민국의 군인 양국진. (1916년~)
- 3월 9일 - 독일의 생물학자 막스 델브뤼크. (1906년~)
- 3월 27일 - 중국의 소설가 마오둔. (1896년~)
- 5월 8일 - 독일의 법학자 볼프강 쿵켈. (1902년~)
- 5월 11일 - 자메이카의 음악가 밥 말리. (1945년~)
- 5월 29일 - 중화인민공화국의 정치인, 쑨원의 부인 쑹칭링. (1893년~)
- 6월 28일 - 캐나다의 스포츠 선수 테리 폭스. (1958년~)
- 8월 14일 - 오스트리아의 지휘자 카를 뵘. (1894년~)
- 9월 8일 - 일본의 물리학자 유카와 히데키. (1907년~)
- 10월 5일 - 미국의 배우, 가수 글로리아 그레이엄. (1923년~)
- 10월 6일 - 이집트의 제3대 대통령, 군인 안와르 사다트. (1918년~)
- 10월 18일 - 미국의 야구 선수 루 치올라. (1922년~)
- 11월 5일 - 프랑스의 영화 감독 장 외스타슈. (1938년~)
- 11월 12일 - 미국의 배우 윌리엄 홀든. (1918년~)
- 11월 29일 - 미국의 배우 내털리 우드. (1938년~)

## 노벨상
- 경제학상:제임스 토빈
- 문학상:엘리아스 카네티
- 물리학상:니콜라스 블룸베르헨, 아서 레오나드 숄로, 카이 만네 비외르예 시그반
- 생리학 및 의학상:로저 울컷 스페리, 데이비드 헌터 허블, 토르스텐 닐스 비셀
- 평화상:유엔 난민고등판무관실
- 화학상:후쿠이 겐이치, 로알드 호프만

## 달력
| 1월 |    |    |    |    |    |    |
| 일  | 월 | 화 | 수 | 목 | 금 | 토 |
|     |    |    |    | 1  | 2  | 3  |
| 4   | 5  | 6  | 7  | 8  | 9  | 10 |
| 11  | 12 | 13 | 14 | 15 | 16 | 17 |
| 18  | 19 | 20 | 21 | 22 | 23 | 24 |
| 25  | 26 | 27 | 28 | 29 | 30 | 31 |

| 2월 |    |    |    |    |    |    |
| 일  | 월 | 화 | 수 | 목 | 금 | 토 |
| 1   | 2  | 3  | 4  | 5  | 6  | 7  |
| 8   | 9  | 10 | 11 | 12 | 13 | 14 |
| 15  | 16 | 17 | 18 | 19 | 20 | 21 |
| 22  | 23 | 24 | 25 | 26 | 27 | 28 |

| 3월 |    |    |    |    |    |    |
| 일  | 월 | 화 | 수 | 목 | 금 | 토 |
| 1   | 2  | 3  | 4  | 5  | 6  | 7  |
| 8   | 9  | 10 | 11 | 12 | 13 | 14 |
| 15  | 16 | 17 | 18 | 19 | 20 | 21 |
| 22  | 23 | 24 | 25 | 26 | 27 | 28 |
| 29  | 30 | 31 |    |    |    |    |

| 4월 |    |    |    |    |    |    |
| 일  | 월 | 화 | 수 | 목 | 금 | 토 |
|     |    |    | 1  | 2  | 3  | 4  |
| 5   | 6  | 7  | 8  | 9  | 10 | 11 |
| 12  | 13 | 14 | 15 | 16 | 17 | 18 |
| 19  | 20 | 21 | 22 | 23 | 24 | 25 |
| 26  | 27 | 28 | 29 | 30 |    |    |

| 5월 |    |    |    |    |    |    |
| 일  | 월 | 화 | 수 | 목 | 금 | 토 |
|     |    |    |    |    | 1  | 2  |
| 3   | 4  | 5  | 6  | 7  | 8  | 9  |
| 10  | 11 | 12 | 13 | 14 | 15 | 16 |
| 17  | 18 | 19 | 20 | 21 | 22 | 23 |
| 24  | 25 | 26 | 27 | 28 | 29 | 30 |
| 31  |    |    |    |    |    |    |

| 6월 |    |    |    |    |    |    |
| 일  | 월 | 화 | 수 | 목 | 금 | 토 |
|     | 1  | 2  | 3  | 4  | 5  | 6  |
| 7   | 8  | 9  | 10 | 11 | 12 | 13 |
| 14  | 15 | 16 | 17 | 18 | 19 | 20 |
| 21  | 22 | 23 | 24 | 25 | 26 | 27 |
| 28  | 29 | 30 |    |    |    |    |

| 7월 |    |    |    |    |    |    |
| 일  | 월 | 화 | 수 | 목 | 금 | 토 |
|     |    |    | 1  | 2  | 3  | 4  |
| 5   | 6  | 7  | 8  | 9  | 10 | 11 |
| 12  | 13 | 14 | 15 | 16 | 17 | 18 |
| 19  | 20 | 21 | 22 | 23 | 24 | 25 |
| 26  | 27 | 28 | 29 | 30 | 31 |    |

| 8월 |    |    |    |    |    |    |
| 일  | 월 | 화 | 수 | 목 | 금 | 토 |
|     |    |    |    |    |    | 1  |
| 2   | 3  | 4  | 5  | 6  | 7  | 8  |
| 9   | 10 | 11 | 12 | 13 | 14 | 15 |
| 16  | 17 | 18 | 19 | 20 | 21 | 22 |
| 23  | 24 | 25 | 26 | 27 | 28 | 29 |
| 30  | 31 |    |    |    |    |    |

| 9월 |    |    |    |    |    |    |
| 일  | 월 | 화 | 수 | 목 | 금 | 토 |
|     |    | 1  | 2  | 3  | 4  | 5  |
| 6   | 7  | 8  | 9  | 10 | 11 | 12 |
| 13  | 14 | 15 | 16 | 17 | 18 | 19 |
| 20  | 21 | 22 | 23 | 24 | 25 | 26 |
| 27  | 28 | 29 | 30 |    |    |    |

| 10월 |    |    |    |    |    |    |
| 일   | 월 | 화 | 수 | 목 | 금 | 토 |
|      |    |    |    | 1  | 2  | 3  |
| 4    | 5  | 6  | 7  | 8  | 9  | 10 |
| 11   | 12 | 13 | 14 | 15 | 16 | 17 |
| 18   | 19 | 20 | 21 | 22 | 23 | 24 |
| 25   | 26 | 27 | 28 | 29 | 30 | 31 |

| 11월 |    |    |    |    |    |    |
| 일   | 월 | 화 | 수 | 목 | 금 | 토 |
| 1    | 2  | 3  | 4  | 5  | 6  | 7  |
| 8    | 9  | 10 | 11 | 12 | 13 | 14 |
| 15   | 16 | 17 | 18 | 19 | 20 | 21 |
| 22   | 23 | 24 | 25 | 26 | 27 | 28 |
| 29   | 30 |    |    |    |    |    |

| 12월 |    |    |    |    |    |    |
| 일   | 월 | 화 | 수 | 목 | 금 | 토 |
|      |    | 1  | 2  | 3  | 4  | 5  |
| 6    | 7  | 8  | 9  | 10 | 11 | 12 |
| 13   | 14 | 15 | 16 | 17 | 18 | 19 |
| 20   | 21 | 22 | 23 | 24 | 25 | 26 |
| 27   | 28 | 29 | 30 | 31 |    |    |

### 음양력 대조 일람
| 음력월 | 월건 | 대소 | 음력 1일의 양력 월일 | 음력 1일 간지 |
| ------ | ---- | ---- | -------------------- | ------------- |
| 1월    | 경인 | 소   | 2월 5일              | 갑인          |
| 2월    | 신묘 | 대   | 3월 6일              | 계미          |
| 3월    | 임진 | 소   | 4월 5일              | 계축          |
| 4월    | 계사 | 소   | 5월 4일              | 임오          |
| 5월    | 갑오 | 대   | 6월 2일              | 신해          |
| 6월    | 을미 | 소   | 7월 2일              | 신사          |
| 7월    | 병신 | 소   | 7월 31일             | 경술          |
| 8월    | 정유 | 대   | 8월 29일             | 기묘          |
| 9월    | 무술 | 대   | 9월 28일             | 기유          |
| 10월   | 기해 | 소   | 10월 28일            | 기묘          |
| 11월   | 경자 | 대   | 11월 26일            | 무신          |
| 12월   | 신축 | 대   | 12월 26일            | 무인          |